# Cris Agterberg
Christoffel (Cris) Agterberg (Amsterdam, 22 april 1883 – Utrecht, 21 november 1948) was een Nederlands beeldend kunstenaar.

## Leven en werk
Agterberg was een zoon van Christoffel Agterberg sr., stukadoor, en Alida Gramberg. Hij volgde opleidingen aan de Kunstnijverheidsschool Quellinus Amsterdam en aan de kunstnijverheidsschool in Elberfeld (Duitsland). In 1905 trouwde hij met Rebecca Hartgers, die actief werd als textielontwerper. Agterberg maakte keramiek, hij werkte in hout, glas, leer en metaal, ontwierp sieraden en maskers en was ook boekbandontwerper. Hij noemde zichzelf: 'beeldhouwer en sierkunstenaar'.
In 1932 was hij lid geworden van de Nationaal-Socialistische Beweging (NSB) van Anton Mussert, met het stamboeknummer 57. Gedurende de beginjaren van de NSB ontwierp hij onder meer de zaalversieringen voor de propagandabijeenkomsten. Het eerste hoofdkwartier van de NSB, aan de Oudegracht in Utrecht, werd gevestigd in het pand dat oorspronkelijk het atelier van Agterberg was. Tijdens de Tweede Wereldoorlog was hij lid van de 'Raad van Advies voor opdrachten aan beeldende kunstenaars voor de gebonden kunsten'. Deze Raad was opgericht door 'Het Nederlandsche Kunsthuis', een door het nationaalsocialistische Departement van Volksvoorlichting en Kunsten in het leven geroepen orgaan. Agterberg beheerde in dezelfde periode in Utrecht de tentoonstellingsgalerie 'Het Consthuys Sint Pieter' die te beschouwen was als een filiaal van Het Nederlandsche Kunsthuis. Ook ontwierp hij enkele onderscheidingen voor de NSB, zoals de plaquette 'Strijd en Offer' en de 'Oostfront-plaquette'.
In 1947 werd Agterberg veroordeeld voor zijn gedragingen tijdens de Duitse bezetting. Hij werd na de veroordeling direct op vrije voeten gesteld, omdat de uitgesproken straf gelijk was aan de in voorarrest doorgebrachte tijd. Bij het vonnis speelde mee dat hij leed aan een dodelijke ziekte en dat hij nooit een verradersrol had gespeeld. Hij overleed het jaar erop.
In 2002 vond er in het Centraal Museum in Utrecht een overzichtstentoonstelling plaats met meubelen, sieraden en kleine gebruiksvoorwerpen ontworpen door Cris Agterberg.

## Afbeeldingen

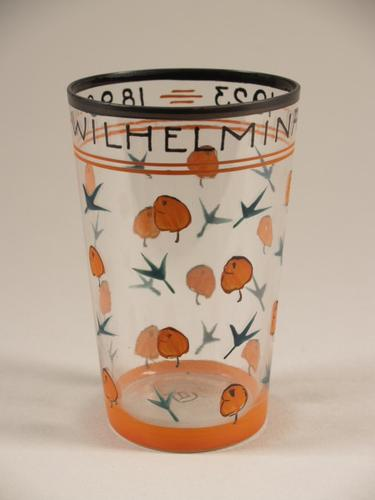
Herinneringsbeker met decor van appeltjes en opschrift 1898 Wilhelmina 1923
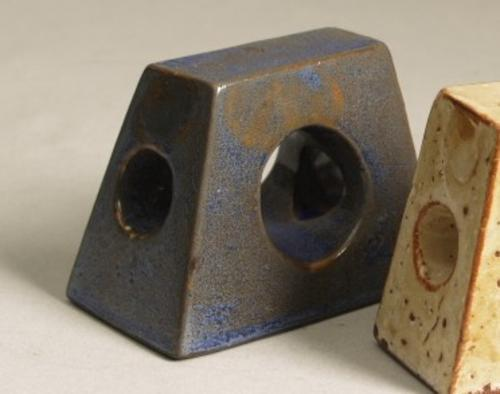
Object in asymmetrische trapezoïde vorm, 1940-50

## Werk in openbare collecties (selectie)
- Rijksmuseum Amsterdam[2]